# Ролевая структура кибербуллинга
Ролевая структура кибербуллинга — особенности социальных взаимодействий в ситуации интернет-травли и соответствующие стратегии поведения её участников.

## История
Впервые, в 1974 году, подобное распределение «ролей» было описано Д. Ольвеусом при изучении ситуации буллинга среди подростков. Он выделил два типа участников: «мальчик для битья» и «хулиган», которые стали прототипами таких участников кибербуллинга, как «жертва» и «агрессор».
По мере изучения феномена кибербуллинг ролевая структура стала расширяться и в ней были выделены «свидетели», «защитники» и «помощники». А в 1993 году Д.Ольвеус отметил ещё один тип участников, которые выступали как в роли «агрессора», так и в роли «жертвы» — «хамелеонов».

## Ролевая структура кибербуллинга и их личностные особенности
По данным ряда исследований были выделены наиболее общие личностные характеристики каждого из участников кибербуллинга

### «Агрессоры»
«Агрессоры» («преследователи») — участники кибербуллинга, которые являются инициаторами травли. «Агрессорами» чаще выступают импульсивные и агрессивные люди, которые осознают свой круг общения и понимают свое место в социуме, свое влияние на других. Они достаточно общительны и коммуникабельны, у них много знакомых. Они более авторитетные, чем остальные участники. Это помогает им воздействовать на других людей, на так называемых «помощников агрессоров». Также они авторитарны, что позволяет им оправдывать себя при травле своих «жертв», а также создает чувство бездоказательной правоты к тому, что они делают. В то же время, «агрессоры» считают себя дружелюбными и милыми по отношению к другим, что таковым не является. Они не слушают мнение других людей и не пытаются его понять, у них нет сострадания. У них завышенные требования к окружающим. При этом у них отмечается заниженная самооценка и чувство собственного достоинства. Посредством кибербуллинга они пытаются самоутвердиться.

### «Жертвы»
«Жертвы» — участники кибербуллинга, которые подвергаются травле. «Жертвами» кибербуллинга часто становятся пугливыми, тревожными и малообщительными людьми в коллективе. У них может быть мало знакомых, которые могли бы их поддержать и за них заступиться. «Жертвы» чаще всего обладают низкой самооценкой, они не принимают себя. Считают, что большинство окружающих их людей лучше них, а они же обладают только наихудшими качествами. Но, при этом, они ничего не пытаются в себе изменить. У них высокий уровень тревожности и конфликтности при общении с другими людьми. "Жертвы" обычно «тихие» и незаметные люди в коллективе.
Стоит отметить, что «жертвой» может стать не только обладающий данными личностными особенностями человек, но и любой пользователь электронных устройств в целом, что связано с особенностями кибербуллинга.

### «Помощники агрессоров»
«Помощники агрессоров» — участники кибербуллинга, которые помогают «агрессору» осуществить травлю по отношению к «жертве». «Помощникам агрессоров» свойственно быть зависимыми от других людей, что позволяет им оказываться в подчинении у «агрессоров».  «Помощники» обычно осуществляют планы «агрессора», то есть являются активными участниками травли, а «агрессоры» лишь продумывают план и находят «жертву». Самооценка у них в норме, отличаются жестокостью. Нет чувства жалости и сострадания к другим.

### «Защитники»
«Защитники» — участники кибербуллинга, которые стараются устранить напряжение между «агрессором» и «жертвой». Для «защитников» свойственны такие личностные особенности, как доброта и понимание. Они заботливые и внимательные по отношению к другим людям. «Защитники» предпочитают баланс в коллективе, так как для них присуща неконфликтность. Но в то же время, обладая сочувствием и милосердием, они вмешиваются в конфликт, чтобы его разрешить и прийти к консенсусу. Они готовы прийти на помощь. Самооценка в норме; достаточно общительны.

### «Хамелеоны»
«Хамелеоны» — участники кибербуллинга, которые выступают как в роли «агрессора», так и «жертвы». «Хамелеоны» одновременно сочетают особенности «агрессоров» и «жертв». Им свойственно применять агрессию в Интернете по отношению к себе или же использовать её как способ мести по отношению к тем, кто их обижал.

### «Свидетели»
«Свидетели» — участники кибербуллинга, на чьих глазах он происходит; так называемые «наблюдатели». «Свидетелем» кибербуллинга может стать любой, кто обладает доступом к электронным устройствам. Поэтому они наименее зависимые участники в данной ситуации в силу того, что они не привязаны ни к одному из участников кибербуллинга, обычно по причине случайного столкновения с ними на просторах Интернета. Им присуще любопытство. Они наиболее равнодушные и осторожные из всех участников, что позволяет им не вмешиваться в конфликт, а лишь наблюдать со стороны за происходящем. Иногда «свидетели» не осознают себя участниками кибербуллинга.

## Гендерное распределение ролей в кибербуллинге
Макри-Ботсари и Караджианни в исследовании 2014 года установили, что пол не является фактором, который бы предопределял роль («жертва»/«агрессор») в ситуации кибербуллинга, а Фаррингтон и Соррентино в 2015 году установили, что чаще девушки оказываются в ситуации именно «жертвы», чем юноши. Они же обычно выступают в роли «агрессоров».
Исследование, проведенное Солдатовой Г. У., Рассказовой Е. И. и Чигарьковой С.В в 2020 году, показало, что, попадая в ситуацию кибербуллинга в роли «жертвы», девушки имеют тенденцию сильнее расстраиваться и испытывать больше негативных эмоций, чем юноши.